# ما تبقى (رواية)
ما تبقَّى هو عنوان رواية للكاتبة الألمانية كريستا فولف.

## الخلفية التاريخية ونشأة القصة
إن حملة التوقيعات التي بدأت في جمعها الكاتبة الألمانية (كريستا فولف) احتجاجاً على نفي الشاعر والمؤلف الموسيقي (فولف بيرمان) خارج جمهورية ألمانيا الشرقية (DDR) في ذلك الوقت - جعلت المراقبة التي كان يقوم بها جهاز أمن الدولة الألماني (شتازي) للكتابة الألمانية منذ عام 1969م تتحول من مُراقبة سرية إلى أمرٍ يتمُ بشكلٍ علني. وعن هذه الفترة الزمنية تدورُ أحداثُ القصة. وكما ذكرت الكاتبة أنها بدأت تأليف هذه القصة في أواخر عام 1979م وراجعتها بعد عشر سنوات من هذا التاريخ أي بعد سقوط جدار برلين. وخرجت رواية «ما تبقَّى» إلى النور لأول مرة في صيف عام 1990م واستخدمتها وسائل الإعلام المختلفة كمحور للنقاشات والمُناظرات حول مصداقية النظام السياسي والمكانة الأدبية التي تحظى بها الكاتبة (كريستا فولف).

## محتوى القصة
تدورُ أحداثُ القصة حول يوم في حياة كاتبة تسكن شرق برلين والتي يقوم جهاز أمن الدولة الألماني (شتازي) بمراقبة شقتها والأنشطة المهنية التي تقوم بها، وكانت المراقبة تتم بشكل علني تماماً. تعالج القصة تحديداً الآثار السلبية الناجمة عن عملية المُراقبة على نفسية الكاتبة وما تثيره فيها من مشاعر، وما تسبّبه من محاسبة للذات، كما أنها تناقش التغيرات التي تطرأ على الحياة اليومية لامرأةٍ بسبب المراقبة التي تتعرض لها. ودائما ما تجد الراوية نفسها في حوار داخلي مع النفس (مونولوج)، ومساءلة مستمرة مع الذات وفي أثناء ذلك تتقاسم الراوية الحوار مستخدمة تارة الضمير (أنا)، وتارة أخرى الضمير (أنت)، بل وأيضا ضمير الغائب. وكل هذا التشتت ناتجٌ عن الضغط الخارجي المُوحِش الواقع عليها. يمثل الضمير (أنا) في القصة في بعض الأحيان الاتجاه الأصيل المخلص تجاه جمهورية ألمانيا الشرقية (DDR)، وفي أحيان أخرى كان يصارع يائساً من أجل لغة جديدة لعله يستطيع من خلالها التعبير عن تجاربه في صورة حقيقية.
تتناول هذه القصة اليوم الذي لم يحدث فيه إلا دخولُ بعض الغرباء إلى شقة الراوية أثناء عدم تواجدها فيها تاركين خلفهم آثاراً واضحة ومرئية كدليل على اقتحامهم للشقة. ولا يمكن لحديث أن يُجرى داخل الشقة إلا عندما يُنزع قابس التليفون، فالمكالمات الهاتفية أصبحت توصف بالمهزلة إذ يتخللها شفرات، ورموز، وثرثرةٌ فارغة. كما تتخلل القصة أعراضُ الخوف والتوتر مثل: القلق، والأرق، وفقدان التوازن، وأيضاً تساقط شعر الرأس.
جديرٌ بالذكر أن القصة يغلب عليها النمط الروائي، فهي تأخذ شكل الرواية. إلا أن حدثاً غير مألوفاً قطع الروتينَ اليومي المعتاد للكاتبة كريستا فولف وهو أنها وجدت أن أحد المقالات، والتي يعلم بأمرها جهاز أمن الدولة بل ويشترى نصفها، يطرح أسئلةً جريئةً ومثيرةُ حول إمكانية العيش في المستقبل القادم. عندئذٍ تفاجأت الكاتبة بشيء من الخوف بأن هناك جيلاً جديداً من الكُتاب يمتلك إرادة حديدية وشجاعة حقيقية بإمكانه تغيير شيئاً في الأقلية الصامتة وإزالة حالة الجمود.

## نتائجُ العمل والنزاع الأدبي سنة 1990م

### بداية النزاع
في الثاني عشر من شهر نوفمبر/تشرين الثاني من عام 1987م، نشرت جريدة (فرانكفورتر ألجماينه تسايتونج) مقالاً للكاتب مارسيل رايش رانيكي، تحت عنوان «هل تعقّب السلطات للمُبدعين يُوّلد لديهم حاسة الإبداع؟». وكان السبب وراء هذا المقال هو ذلك الخطاب الذي ألقته فولف تأييداً للكاتب والمؤلف المسرحي توماس براش. فقد أكدت على أحقية منح براش، الذي هاجر من جمهورية ألمانيا الشرقية (DDR) عام 1976م، جائزة كلايست للأدب الألمانى، مُدعية أنه هو أول من صنع الإبداع في جمهورية ألمانيا الشرقية بكل تناقضاتها. لذلك قام الصحفي والناقد الأدبي رايش رانيكي بمهاجمة فولف بحدة بالغة نادراً ما تحدث. ووصف إمكانياتها الفنية والثقافية بأنها «متواضعة وبسيطة»، كما إنه تجاهل تماماً الحديث عن شجاعتها وقوة شخصيتها، وأطلق عليها لقب «شاعرة الدولة».

### المرحلة الأولى من النزاع الأدبي
وقبل أن تُطرح قصة «ما تبقَّى» في الأسواق ومحلات بيع الكتب نشرت جريدة (دي تسايت) الألمانية (عدد 1 يونيو/حزيران لسنة 1990م) نقداً للقصة كتبه الصحفي والناقد الأدبي أولريش جرينر، كما نشرت جريدة فرانكفورتر ألجماينه تسايتونج (عدد 2 يونيو/حزيران لسنة 1990م) نقداً آخراً كتبه الصحفي والناقد فرانك شيرماخر.
كلا الناقدان قاما بتحليل الموقف السياسي للكاتبة في مقالتيهما ونقداه نقداً جوهرياً. حيث تحدث جراينر في مقالته عن شكه حول مدى مصداقية الكاتبة فولف، بينما أكد شيرماخر أن فولف لا تعير الوضع الحالي اهتمامًا كاهتمامها بعملها الفني. بل وصل الأمر بشيرماخر إلى أن اتهم الكاتبة، بأنها تعمّدت تأخير نشر قصتها، لتنشرها لاحقًا، في الوقت الذي كانت قد فقدت فيه الروايةُ قوتها على التأثير في الوضع العام. حتي أن شيرماخر ظنّ أن النص تم تأليفه قبيل ذلك بعشر سنوات، بسبب شهرة فولف حينها، وعدم قدرتها على التغلّب على نظام المُراقبة في جمهورية ألمانيا الشرقية، ليصل شيرماخر إلى نتيجةٍ مفادها، أن الكاتبة الألمانية صمتت عن نشر قصتها، بداعٍ من خوفها على فقد امتيازاتها.
وأعقب هجومَ جرينر وشيرماخر على الأديبة، نقدٌ فنيٌ أدبي على نطاقٍ واسع. إلا أن ذلك كان من شأنه أن يبعث موجةً من التضامن مع الكاتبة. إلى جانب الكاتبة، وقف كلٌ من فالتر جينز، وغونتر غراس، وليف كوبيليف، ومن الجانب السياسية أعلنت بعض سيدات السياسة دعمهن لفولف، وعلى رأسهن كانت ريتا سوسموت. وقد أعاد التجهيز لهذا النزاع مُجددًا، الكاتب مارسيل رايش رانيكي في برنامجه «الرُباعية الأدبية».
في الثلاثين من شهر نوفمبر/تشرين الثاني عام 1989م، قدّم لإحدى أمسياته الحوارية بالكلمات التالية: «لقد حدثت ثورةٌ في ألمانيا. ودائمًا عندما تحدثُ ثورةٌ في أي مكانٍ على تلك الأرض، فإن الكتاب يسعدون بالحديث عما حدث فيها، وكأنهم قد ساهموا في حدوثها بشكلٍ جوهري. إذاً والحالُ كذلك، هل ربح الكتابُ في ألمانيا الشرقية حقًا، أم خسروا؟؟»
كان طرحُ هذا السؤال من قبل رانيكي، ينسحبُ على كل الكتاب الذين كتبوا مؤلفاتهم في جمهورية ألمانيا الشرقية وعاشوا هناك. في سياق الأمسية، صيغت معالمُ النظرية، وهي أن «مأثرة الكتابة في ظل ظروفٍ صعبة» باتت مزية عفا عنها الزمانُ، ولا بد من وضع معايير تقييمية جديدة للحكم على أدب جمهورية ألمانيا الشرقية.

### المرحلةُ الثانية من النزاع الأدبي
في المرحلة الثانية من النزاع الأدبي، وصل الأمرُ إلى حد نقاشٍ جدليِ شديد اللهجة حول تعيين نمطٍ مُحدد لأولئك الكتاب المُشتغلين بالسياسة والكتابة عنها. وتبادل عديدٌ من كتّاب النخبة الهجومَ على بعضهم البعض. وصف جرينر تحوّل مسار الصراع في مقالٍ في جريدة (دي تسايت) في السابع والعشرين من شهر يونيو/حزيران عام 1990م بالكلمات التالية: «يرجع السبب في الحنق المُتزايد على الكاتبة كريستا فولف، لأنه لا أحد يودُ الاعتراف بأخطائه، [...]» لاحقًا توجّه الكاتبُ بالحديث نحو صلب الموضوع أكثر، قائلاً: «من حدّد، ما كان، هو أيضًا من سيُحدد، ما سوف يكون. النزاع حول الماضي، هو نزاعٌ حول المُستقبل.»
في الجدل الدائر حول سلطة التعبير الثقافية في الدولة الألمانية الناهضة، صاغ الكتابُ الصراع على طريقتهم الخاصة. في نهاية هذه المرحلة من النزاع، وصل الأمرُ مُجددًا إلى انتقاداتٍ شخصية مُباشرة من ألد مُنتقدي كريستا فولف، من مثل كايم نول: «أعترف أن النصوص الموجودة في كتبها، دائمًا ما تُصيبني بالغثيان والملل.»

### المرحلة الثالثة - مرحلة البحث في الملفات
في مقالةٍ لها في (برلينر تسايتونج) في الحادي والعشرين من شهر يناير/كانون الثاني 1993م أعطت كريستا فولف معلومةً (وهو أيضًا نفس عنوان المقالة)، أن أُجبرت على العمل (كمُوظفة غير رسمية تحمل اسم حركي هو مارجريتا) في وزارة أمن الدولة في جمهورية ألمانيا الشرقية في الفترة من 1959م وحتى 1962م. إلى جانب 42 ملفًا عن مُراقبتها، كان هناك أيضًا 130 صورة عن عملها مع جهاز أمن الدولة في ألمانيا الشرقية (شتازي)، تُوثّق تلك الصور لسبعة لقاءات مع مُوظفين في الجهاز. لقد ألفت ثلاثة تقارير، ترسم صورةً إيجابية للأشخاص الذين كانوا قيد المُراقبة. اعترض جهازُ (شتازي) على مُقتطفاتٍ من كتاب فولف «التحفّظ» الذي أصدرته عام 1962م، ومنذ ذلك الحين بدأ الجهاز في مُراقبة الكاتبة نفسها - وهي الحال التي استمرت حتى نهاية جمهورية ألمانيا الشرقية.
في النقاشات التالية، بدأ فرانك شيرماخر بالدفاع عن الكُتّاب الذين كُتب عليهم العيش والعمل في ظروفٍ ثقافية وسياسية غير مُواتية. وطالب قائلاً: «أخطرُ شي يُمكن حدوثه الآن هو الحكم المُتسرّع على الكُتّاب». وسائلُ الإعلام تُناقش الموضوع بشكلٍ شخصي. وبُعيد نشرها لقصتها التالية والتي كشفت فيها أمورًا كانت خافية عن العيان، تصاعد إلى الواجهة نزاعٌ أدبيُ أخذ شكل التنافس فيما بين الصحف والمجلات. كان أغربُ رد فعلٍ على انتشار خبر عمل كريستا فولف كمُوظّفة غير رسمية لدى جهاز (شتازي)، هو طلب الاتحاد الاجتماعي المسيحي CSU في ميونيخ، من جهاز المدينة، سحب جائزة Geschwister-Scholl من الكاتبة، والتي تلّقتها نظير كتابها «القصور في العمل» عام 1987م. إلا أن هذا الطلب قُوبل بالرفض من قبل Aicher-Scholl، الأخت الكبرى لكل من Hans و Sophie Scholl، بعد تولّيها مسئولية تسليم الجائزة.
وجدت (فولف) انتقادها على فترة عملها في جهاز (شتازي)، ظالمًا وغير رحيمٍ على الإطلاق، لأنه عُدّ اتهامًا لها، بغض النظر عن السياق الذي تمّ فيه ذلك، كما وحسبته انتقامًا منها، والذي تتنافي أسبابه بالأساس مع أمنياتها التي أعلنتها مرارًا في جمهورية ديمقراطيةٍ اشتراكية. وطالبت مُنتقديها بالنظر إلى موقفها في ظل القمع الذي كان يُمارس ضدها في جمهورية ألمانيا الشرقية. في عامي 1992م و1993م، انتقلت كريستا فولف للعيش لفترة طويلةٍ في الولايات المُتحدة الأمريكية وانسحبت بشكلٍ كامل من المشهد السياسي. وللرد على ادّعات وسائل الإعلام واتهامتها، نشرت الكاتبة عام 1993م، كامل الملفات المُوثّقة لفترة عملها كمُوّظف غير رسمي، تحت عنوان (نظرة في ملفات كريستا فولف).

## أدب
- كتاب: «الأمرُ لا يتعلق بكريستا فولف. النزاعُ الأدبي في ألمانيا المُوحّدة.» دار نشر شبانجن بيرج، ميونخ 1991م.
- النزاعُ الأدبي الألماني الألماني أو «أصدقاء، يتحدثون بالسوء، عندما تتكمم الأفواه.» تحليلات ومواد مُلحقة. دار نشر لوشترهاند، هامبورغ، زيورخ 1991م.
- لينارت كوخ Lennart Koch: "علم جمال الأخلاق عند كريستا فولف ومونيكا مارون. النزاع الأدبي من مرحلة التحوّل حتى نهاية فترة التسعينات. دار نشر لانج، فرانكفورت على نهر الماين 2001م.
- بيرند فيتيك: "النزاعُ الأدبي في ألمانيا المُوحّدة. دار نشر تيكتوم، ماربورج 1997م.
- لوتار بلوم: "الهوية والانفصال الزمني. مُشكلات المواقف اللغوية في "النزاع الأدبي الألماني الحديث" 1990/1991م. انظر: خطى البحث عن الهوية لدى الأدباء المُعاصرين. أصدره يورجن كام وآخرون، دار النشر العملية ترير 1994م، من صفحة 17 حتى 38.
- لوثار بلوم: مُحددات مكان السكنى. مُلاحظات على النزاع الأدبي في التسعينات في ألمانيا. مُسودّة علمية ثقافية. انظر: الأدب الألماني المُعاصر منذ 1989م. مُقدمّات - تحليلات - رؤي وسطية. أصدره كليمنس كملر وتورستن بفلوجماخر، دار نشر سينكرون، هايدلبرج 2004م، من صفحة 61 حتى 73.
- جينز فون فينتل Jens von Fintel: صفوةُ النخبة. النقاش الذي دار حول كريستا فولف. Die Intellektuellen. Zur Christa-Wolf-Debatte